# Partito per la Libertà
Il Partito per la Libertà (in olandese Partij voor de Vrijheid, PVV) è un partito politico olandese di destra ed estrema destra nazionalista e populista.

## Storia

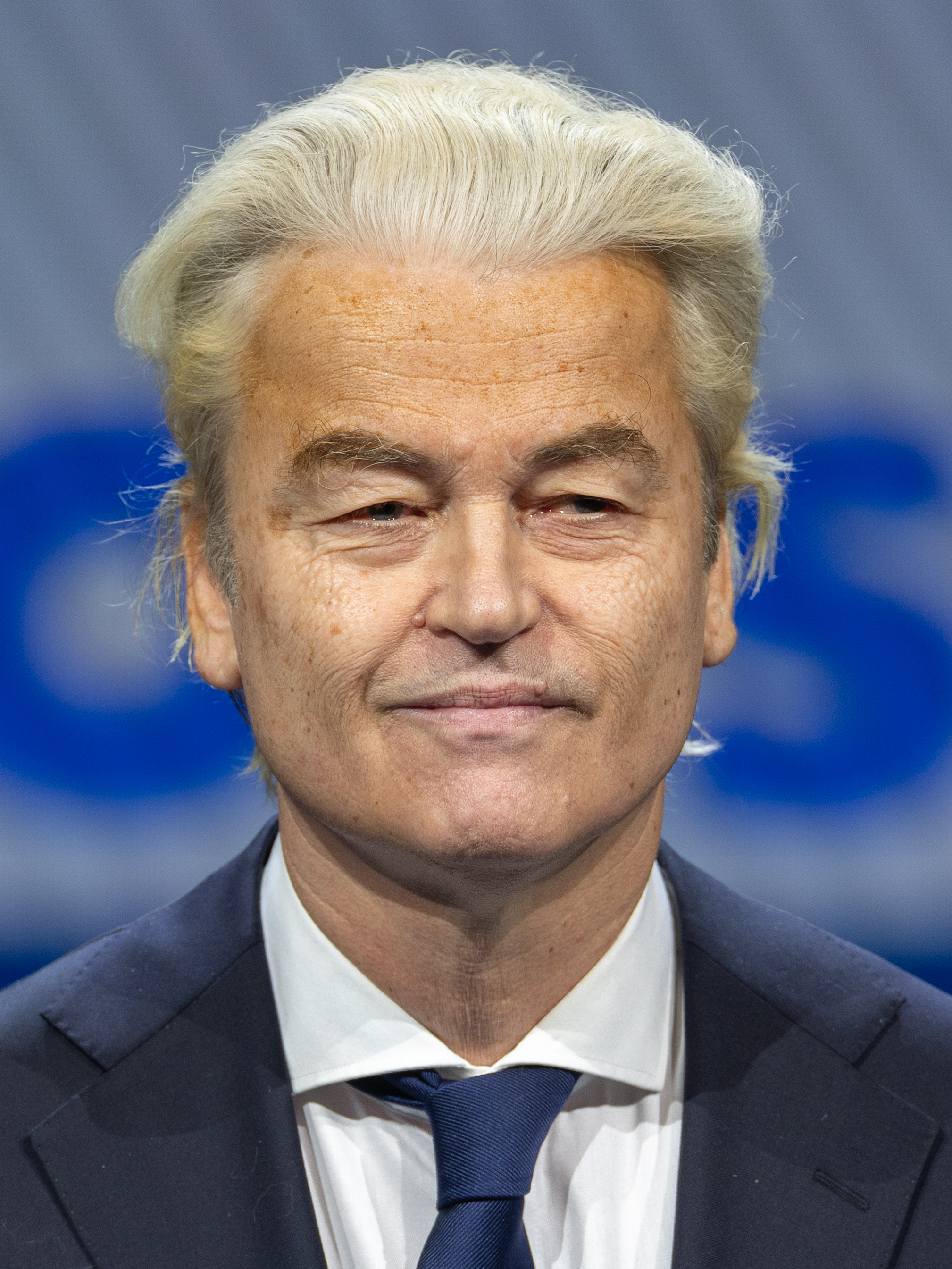
Geert Wilders, fondatore e leader del partito (dal 2006) e presidente del gruppo nella Tweede Kamer

Nel 2004 Geert Wilders abbandonò il Partito Popolare per la Libertà e la Democrazia (VVD), e diede vita ad un proprio gruppo parlamentare. Wilders non condivise la posizione filoeuropeista del VVD, oltre che la disponibilità dimostrata dal partito all'ingresso della Turchia in Unione europea.
Nel 2005 Wilders si impegnò per il "No" al referendum confermativo della Costituzione Europea. La vittoria degli euroscettici diede ampio spazio ai movimenti e partiti non-allineati (PVV, socialisti ed animalisti).
Alle elezioni legislative del 2006 il neonato PVV raccolse il 5,89% dei voti, sottratti soprattutto al VVD (-3,3%) ed alla Lista Pim Fortuyn (-5,5%), ed ottenne 9 seggi. Dalle elezioni uscì una netta vittoria dei partiti euroscettici, che avevano condotto la battaglia per il NO alla Costituzione europea nel 2005.
Alle elezioni europee del 2009 dei Paesi Bassi ottiene il 16,97% dei consensi e risultando il secondo partito a livello nazionale, dopo l'Appello Cristiano Democratico (CDA).
Le elezioni legislative del 2010 segnarono un'ulteriore e forte crescita dei liberal-populisti del Partito per la Libertà che ottiene il 15,45% dei voti (+9,56%) e 24 seggi alla Camera. Il nuovo governo, di minoranza, viene formato da VVD e CDA con l'appoggio esterno del PVV.
Il 21 aprile 2012 il PVV ritira il sostegno al governo di Mark Rutte, portando il paese ad elezioni anticipate.
Dalle elezioni legislative del 2012 il PVV esce nettamente ridimensionato, ottenendo il 10,08% dei voti espressi (-5,4%) e 15 seggi alla Camera. Nel 2017, nonostante i sondaggi prevedessero all'inizio una sua grande vittoria alle elezioni legislative, il partito ottiene il 13.06% dei voti (+2.98%) e 20 seggi (+5) alla Camera, pur riuscendo ad aumentare i consensi nazionali.
Le elezioni europee del 2019 rappresentano un clamoroso insuccesso per il partito di Wilders, scendendo al minimo storico (3,54%) e perdendo la propria rappresentanza a Strasburgo. La maggior parte delle perdite del PVV sono andate a beneficio di un nuovo soggetto politico di matrice nazionalista, il Forum per la Democrazia.
Alle elezioni legislative del 2023 il partito ottiene il 23,49%, risultando essere inaspettatamente il primo partito in Olanda con un aumento del 12,90% e 37 seggi alla Camera.

## Ideologia
In vista delle elezioni del 2021, il Partito della Libertà ha pubblicato un documento di 51 pagine, con un'enfasi particolare sul nazionalismo. Il partito di estrema destra sostiene l'uscita dall'Unione Europea, il ritorno ai confini nazionali e la chiusura del Paese agli immigrati provenienti dai Paesi musulmani. Anche la protezione dei rifugiati sarà vietata. Il documento è inoltre favorevole a vietare il diritto di voto alle persone con doppia nazionalità. Il partito ritiene che "i Paesi Bassi siano diventati irriconoscibili. I terroristi di strada immigrati, spesso marocchini, terrorizzano gli olandesi ovunque." Per il PVV, l'Islam non dovrebbe più essere considerato una religione, ma una "ideologia totalitaria", e le moschee, le scuole coraniche e il Corano dovrebbero essere vietati. In un governo Wilders, verrebbe creato un Ministero dell'Immigrazione, della Remigrazione e della De-Islamizzazione. Per quanto riguarda l'ambiente, il PVV è scettico nei confronti del cambiamento climatico. Il documento chiede di smantellare le turbine eoliche offshore "per fare spazio alle navi", di fermare i parchi solari che "danneggiano il paesaggio", di ritirarsi dall'Accordo sul clima di Parigi e di rifiutare il "Green Deal europeo". È economicamente neoliberale.
Il PVV si configura come un movimento di cittadini e una piattaforma elettorale. Non è un partito tradizionale con iscritti, non svolge congressi e non riceve finanziamenti pubblici ma solo da parte di privati.
Nonostante Wilders si dichiari antifascista, filosemita e sionista, nel dicembre 2008, l'ottavo studio di Monitoraggio di Razzismo ed Estremismo condotto dalla Fondazione Anna Frank (Anne Frank Stichting), che si occupa di razzismo e antisemitismo, e dall'Università di Leida, ha dichiarato che il partito può essere considerato di estrema destra, seppure con molti "se e ma".

## Presidenti
- Geert Wilders (dal 22 febbraio 2006)

## Risultati elettorali

### Elezioni legislative
| Anno | Voti      | %           | +/-   | Seggi    | +/- | Status      |
| ---- | --------- | ----------- | ----- | -------- | --- | ----------- |
| 2006 | 579.490   | 5,89 (5.º)  |       | 9 / 150  |     | Opposizione |
| 2010 | 1.454.493 | 15,45 (3.º) | 9,56  | 24 / 150 | 15  | Maggioranza |
| 2012 | 950.263   | 10,08 (3.º) | 5,37  | 15 / 150 | 9   | Opposizione |
| 2017 | 1.372.941 | 13,06 (2.º) | 2,98  | 20 / 150 | 5   | Opposizione |
| 2021 | 1.124.482 | 10,79 (3.º) | 2,27  | 17 / 150 | 3   | Opposizione |
| 2023 | 2.450.878 | 23,49 (1.º) | 12,70 | 37 / 150 | 20  | Maggioranza |

### Elezioni europee
| Anno | Voti      | %           | +/-   | Seggi  | +/-     |
| ---- | --------- | ----------- | ----- | ------ | ------- |
| 2009 | 772.746   | 16,97 (2.º) |       | 4 / 25 |         |
| 2014 | 633.114   | 13,32 (3.º) | 3,65  | 4 / 26 | Stabile |
| 2019 | 194.178   | 3,54 (11.º) | 9,78  | 0 / 26 | 4       |
| 2024 | 1.057.662 | 16,97 (2.º) | 13,43 | 6 / 31 | 6       |